# Phanerotoma inopinata
Phanerotoma inopinata är en stekelart som beskrevs av Caltagirone 1965. Phanerotoma inopinata ingår i släktet Phanerotoma och familjen bracksteklar. Inga underarter finns listade i Catalogue of Life.